# Thế Miocen
| Hệ/ Kỷ                                 | Thống/ Thế   | Bậc/ Kỳ    | Tuổi (Ma) | Tuổi (Ma) |
| -------------------------------------- | ------------ | ---------- | --------- | --------- |
| Đệ Tứ                                  | Pleistocen   | Gelasia    | trẻ hơn   | trẻ hơn   |
| Neogen                                 | Pliocen      | Piacenza   | 2.588     | 3.600     |
| Neogen                                 | Pliocen      | Zancle     | 3.600     | 5.333     |
| Neogen                                 | Miocen       | Messina    | 5.333     | 7.246     |
| Neogen                                 | Miocen       | Tortona    | 7.246     | 11.63     |
| Neogen                                 | Miocen       | Serravalle | 11.63     | 13.82     |
| Neogen                                 | Miocen       | Langhe     | 13.82     | 15.97     |
| Neogen                                 | Miocen       | Burdigala  | 15.97     | 20.44     |
| Neogen                                 | Miocen       | Aquitane   | 20.44     | 23.03     |
| Paleogen                               | Thế Oligocen | Chatti     | già hơn   | già hơn   |
| Phân chia kỷ Neogen theo ICS năm 2017. |              |            |           |           |

Thế Miocen ( /ˈmaɪəˌsiːn/) hay thế Trung Tân là một thế địa chất kéo dài từ khoảng 23,03 tới 5,33 triệu năm trước (Ma). Giống như các thế địa chất khác, các tầng đá xác định điểm bắt đầu và kết thúc đã được nhận dạng khá rõ nhưng niên đại chính xác của các thời điểm này là không chắc chắn. Thế Miocen được Charles Lyell đặt tên theo tên gọi trong tiếng Hy Lạp μείων (meioon, ít hơn, kém hơn) và καινός (kainos, mới) và có nghĩa là "ít gần đây" do nó có 18% (ít hơn so với thế Pliocen) các dạng động vật không xương sống hiện đại sinh sống dưới biển. Thế Miocen diễn ra sau thế Oligocen và ngay sau nó là thế Pliocen. Thế Miocen là thế địa chất đầu tiên của kỷ Neogen.
Các ranh giới của thế Miocen không được thiết lập bằng các sự kiện dễ dàng nhận dạng ở quy mô toàn thế giới mà bằng các ranh giới khu vực cục bộ giữa thế Oligocen ấm áp hơn và thế Pliocen lạnh hơn.

## Phân chia
Các tầng động vật của thế Miocen từ trẻ nhất tới cổ nhất thông thường được đặt tên theo quy ước của Ủy ban quốc tế về địa tầng học (ICS):
| Mesina     | (7,246 – 5,332 Ma)  |
| Tortona    | (11,608 – 7,246 Ma) |
| Serravalle | (13,65 – 11,608 Ma) |
| Langhe     | (15,97 – 13,65 Ma)  |
| Burdigala  | (20,43 – 15,97 Ma)  |
| Aquitane   | (23,03 – 20,43 Ma)  |

Các tầng phân chia này trong phạm vi thế Miocen được định nghĩa bằng sự phổ biến tương đối của các loài khác nhau của các vi hóa thạch chứa đá vôi (các mảng nhỏ canxit lột ra bởi tảo nâu đơn bào) và trùng lỗ (Foraminifera - các sinh vật nguyên sinh đơn bào với các lớp vỏ chẩn đoán). Mỗi cặp hai tầng tạo ra 3 phân thế là Tiền, Trung và Hậu Miocen.
Ở phần lớn khu vực Bắc Mỹ, các tầng động vật được xác định theo quần động vật có vú trên đất liền (Các niên đại động vật có vú đất liền Bắc Mỹ hay NALMA). Chúng đè lên các ranh giới của thế Miocen và Oligocen/Pliocen:
| Hemphillian   | (9 – 4,75 Ma); bao gồm phần lớn Tiền Pliocen  |
| Clarendonian  | (11,8 – 9 Ma)                                 |
| Barstovian    | (15,5 – 11,8 Ma)                              |
| Hemingfordian | (19 – 15,5 Ma)                                |
| Arikareean    | (30,5 – 19 Ma); bao gồm phần lớn thế Oligocen |

Các vị trí ở California, có nguồn gốc từ mảng Farallon, lại có trình tự khác và cũng đè lên các ranh giới thế địa chất:
| Delmontian | (7,5 – 2,9 Ma); bao gồm phần lớn thế Pliocen         |
| Mohnian    | (13,5 – 7,5 Ma)                                      |
| Luisian    | (15,5 – 13,5 Ma)                                     |
| Relizian   | (16,5 – 15,5 Ma)                                     |
| Saucesian  | (22 – 16,5 Ma)                                       |
| Zemorrian  | (33,5 – 22 Ma); bao gồm gần như toàn bộ thế Oligocen |

Tại các quốc gia khác như Nhật Bản, Australia, New Zealand v.v người ta cũng sử dụng các sơ đồ khác để phân chia các địa tầng của thế Miocen.

## Cổ địa lý học
Các lục địa vẫn tiếp tục trôi dạt về phía vị trí như hiện nay của chúng. Trong số các đặc trưng địa chất hiện đại, chỉ duy nhất cầu đất liền giữa Nam Mỹ và Bắc Mỹ là chưa có, mặc dù Nam Mỹ đã tới gần đới ẩn chìm phía tây ở Thái Bình Dương, gây ra cả sự nâng lên của dãy núi Andes lẫn sự mở rộng về phía nam của bán đảo Trung Mỹ.
Kiến tạo sơn diễn ra ở cả miền tây Bắc Mỹ lẫn châu Âu. Các trầm tích lục địa và đại dương trong thế Miocen là phổ biến trên toàn thế giới với những phần trồi lên từ đại dương là phổ biến gần các bờ biển ngày nay. Các phần lộ thiên lục địa đã được nghiên cứu kỹ diễn ra tại Great Plains (ĐẠi Bình nguyên) ở Bắc Mỹ và ở Argentina.
Ấn Độ tiếp tục va chạm với châu Á, tạo ra thêm nhiều dãy núi. Đại dương Tethys tiếp tục thu hẹp lại và sau đó biến mất khi châu Phi va chạm với đại lục Á-Âu tại khu vực ngày nay là Thổ Nhĩ Kỳ-Arabia vào khoảng 19 tới 12 Ma. Sự nâng lên sau đó của các dãy núi ở miền tây khu vực Địa Trung Hải và sự rút xuống toàn cầu của mực nước biển kết hợp với nhau gây ra sự khô kiệt tạm thời của Địa Trung Hải (được biết đến như là khủng hoảng mặn Messina) vào thời gian gần cuối thế Miocen.
Xu hướng toàn cầu là nghiêng về phía gia tăng sự khô hạn, gây ra chủ yếu bởi sự lạnh đi toàn cầu làm giảm khả năng hấp thụ hơi ẩm của khí quyển. Sự nâng lên của Đông Phi vào cuối thế Miocen chịu một phần trách nhiệm trong việc làm thu hẹp lại các rừng mưa nhiệt đới trong khu vực này, còn Australia cũng khô hơn do nó đã di chuyển vào khu vực ít mưa vào cuối thế Miocen.

## Sự sống

### Quần thực vật
Các đồng cỏ có sự mở rộng lớn; còn các cánh rừng là nạn nhân của khí hậu lạnh và khô hơn về mặt tổng thể nói chung. Cỏ cũng đa dạng hóa mạnh, đồng tiến hóa với các động vật ăn cỏ to lớn, như động vật nhai lại. Vào khoảng 7 tới 6 Ma, đã diễn ra sự gia tăng đột ngột của các loài cỏ có khả năng chuyển hóa dioxide cacbon hiệu quả hơn nhưng vẫn còn giàu silica, gây ra sự tuyệt chủng của các động vật ăn cỏ lớn trên phạm vi toàn thế giới.

### Quần động vật
Các quần động vật đại dương và đất liền là tương đối hiện đại, mặc dù động vật có vú trong lòng đại dương là chưa đông đảo. Chỉ tại các khu vực cô lập như Nam Mỹ và Australia là diễn ra sự phân hóa rộng của quần động vật.
Động vật có vú là hiện đại, với chó sói, gấu trúc Mỹ, ngựa, hải ly, hươu, lạc đà, cá voi có thể nhận dạng giống như ngày nay.
Các loài quạ, vịt, chim anca, gà gô trắng và cú có thể nhận dạng giống như ngày nay cũng xuất hiện trong thế Miocen. Vào cuối thế, gần như tất cả các họ chim hiện đại có lẽ đã có mặt; chỉ một số ít hóa thạch chim hậu Miocen mà không thể đặt vào cây tiến hóa với sự chắc chắn đầy đủ đơn giản chỉ là do được bảo tồn quá kém chứ không phải là do quá lập lờ trong đặc trưng. Các loài chim biển đạt tới đỉnh cao đa dạng của chúng trong hành trình của thế địa chất này.
Một nhóm tảo nâu, gọi chung là tảo bẹ, cũng sinh sôi mạnh, hỗ trợ cho các loài mới của sự sống trong lòng đại dương, bao gồm rái cá, cá và nhiều dạng động vật không xương sống. Các dạng cá voi cũng đa dạng hóa, và một vài chi hiện đại đã xuất hiện, chẳng hạn như cá nhà táng. Các dạng động vật chân màng (Pinnipedia), xuất hiện vào gần cuối thế Oligocen, trở thành thủy sinh nhiều hơn.
Khoảng 100 loài khỉ dạng người (Hominoidea) sinh sống trong thời gian này. Chúng chiếm lĩnh phần lớn Cựu thế giới và đa dạng về kích thước, thức ăn, đặc trưng giải phẫu. Do có ít chứng cứ hóa thạch nên một điều không rõ ràng là (những) loài khỉ hình người nào đã tạo ra nhánh Hominoidea hiện đại, nhưng chứng cứ phân tử chỉ ra rằng loài khỉ hình người đó đã sinh sống trong khoảng 15 tới 12 Ma.
Trong lòng đại dương, các dạng cá mập hiện đại xuất hiện vào thời gian này, bao gồm cả cá mập răng lớn (Carcharodon megalodon) khổng lồ. Các dạng cá voi, như cá heo, cá voi, và cá heo chuột đã tiến hóa. Tuy nhiên, các tổ tiên của chúng, nhóm Archaeoceti, lại ít phổ biến dần và cuối cùng bị tuyệt chủng.

## Đại dương
Đông Nam Cực có một số sông băng vào đầu thế Miocen (23-15 Ma). Các đại dương lạnh đi một phần là do sự hình thành của hải lưu vòng Nam Cực, và khoảng 15 triệu năm trước thì chỏm băng ở nam bán cầu đã bắt đầu phát triển để có dạng như ngày nay. Chỏm băng Greenland phát triển muộn hơn, trong thế Pliocen, vào khoảng 3 triệu năm trước.

## Phá vỡ Trung Miocen
Thuật ngữ phá vỡ Trung Miocen hay tuyệt chủng Trung Miocen hoặc đỉnh cao tuyệt chủng Trung Miocen là chỉ làn sóng tuyệt chủng các dạng sự sống đất liền hay thủy sinh đã diễn ra vào khoảng giữa thế Miocen, khoảng 14,8 tới 14,5 Ma, trong thời kỳ thuộc tầng Langhe.
Các nhà nghiên cứu tranh cãi về quy mô đầy đủ của tuyệt chủng giữa thế Miocen; những người cực đoan nhất ước tính khoảng 30% các chi động vật có vú có vào đầu thế Miocen bị tuyệt chủng trong phá vỡ này — mặc dù các nhà khoa học khác ước tính sự kiện này ít trầm trọng hơn. Các nguyên nhân có thể vẫn chỉ là ức đoán: một số nhà nghiên cứu tập trung vào hậu quả của va chạm do vẫn thạch đã tạo ra hố va chạm Nördlinger Ries ở tây nam Đức, có niên đại trong thời kỳ này. Hoạt động của núi lửa cũng được lưu tâm; cụ thể là khối lượng tro núi lửa toàn cầu đạt tới cao điểm vào thời gian này, đáng chú ý là từ Thung lũng rạn nứt lớn ở Đông Phi, với sự lạnh đi của khí hậu toàn cầu sau đó, và trong dải băng Đông Nam Cực. Có thặng dư O18 trong thời kỳ Trung Miocen, nghĩa là sự gia tăng tương đối của các đồng vị nặng của oxy, đã được ghi nhận tại Thái Bình Dương, Nam Đại Dương và nam Đại Tây Dương.